# Ri Kŭn-mo
Ri Kŭn-mo (* 5. April 1926 in der Provinz P’yŏngan-namdo) war ein nordkoreanischer Politiker.
Ri Kŭn-mo studierte an der Kim-Il-sung-Universität in Pjöngjang und am Institut für Ingenieurwissenschaften in Leningrad (Sowjetunion). Ab 1958 war er beim Zentralkomitee der Partei der Arbeit Koreas (PdAK) tätig. 1964 wurde er Leiter der Abteilung für Maschinenbauindustrie beim ZK und 1968 Minister für Maschinenbauindustrie. 1969 wechselte er in die Abteilung des ZK für Schwerindustrie. Anfang der 1980er Jahre hatte er eine Reihe hoher Ämter in Partei und Regierung inne. So war er u. a. stellvertretender Vorsitzender des Ministerrates. Von 1986 bis 1988 war er Vorsitzender des Ministerrates (Premierminister) von Nordkorea. Wegen der schlechten wirtschaftlichen Entwicklung des Landes Ende der 1980er Jahre musste er dieses Amt aufgeben und wurde Erster Sekretär der Partei der Arbeit Koreas in der Provinz Hamgyŏng-pukto im Nordosten des Landes. Von 1998 bis 2003 war er Abgeordneter der Obersten Volksversammlung.
Ri Kŭn-mo galt als Wirtschaftsexperte. Während er in den 1980er Jahren führende Positionen des Landes innehatte, galt er danach nicht mehr als Teil des innersten Machtzentrums um Staatschef Kim Jong-il.